# 譲西賢
譲 西賢（ゆずり さいけん、1953年 -　）は、岐阜県出身の教育心理学者、真宗大谷派僧侶（慶円寺住職）、岐阜聖徳学園大学教授。臨床心理士・学校心理士。

## 略歴
1953年、岐阜県に生まれる。1975年名古屋大学教育学部教育心理学科卒業。81年、同大学院教育学研究科教育心理学専攻博士後期課程修了。
真宗大谷派真宗本廟教化教導、岐阜聖徳学園大学教育学部助教授、教授、同仏教文化研究所所長。

## 著書
- 『自分の「心」に気づくとき カウンセリングの対話から』法藏館 2008
- 『神も仏も同じ心で拝みますか 心に響く3分間法話』法藏館 2009
- 『今、ここに生きる歓び』法藏館 2011

### 共編著
- 『僧侶のための仏教カウンセリング入門』友久久雄監修 奈倉道隆,林幹男共編著 四季社 2005
- 『仏教カウンセリング入門』友久久雄監修 奈倉道隆, 林幹男共編著 四季社 2005
- 『ガイドライン発達学習・教育相談・生徒指導』二宮克美, 宮沢秀次,大野木裕明,浦上昌則共著 ナカニシヤ出版 2007
- 『ベーシック心理学』二宮克美編著 山田ゆかり,天野寛,山本ちか, 高橋彩共著 医歯薬出版 2008

### 論文
- CiNii>譲西賢
- INBUDS>譲西賢

## 注
1. ↑  『今、ここに生きる歓び』著者紹介